# 울산해양박물관
울산해양박물관은 울산광역시 소재의 박물관이다.

## 연혁
- 2011년 7월 16일 개관

## 시설 현황
- 2층: 산호전시관
- 1층: 생태관1·2, 패류관

## 이용 안내
- 관람 시간: 오전 9시 ~ 오후 6시